# Chlorissa unilinea
Chlorissa unilinea là một loài bướm đêm trong họ Geometridae.